# جائزة البرازيل الكبرى 2005
جائزة البرازيل الكبرى 2005 (بالإنجليزية: 2005 Brazilian Grand Prix)‏ هو سباق فورمولا 1 أقيم في حلبة جوزيه كارلوس بيس للسيارات، البرازيل. كان السابع عشر من أصل 19 في بطولة العالم لسباقات الفورمولا واحد موسم 2005. حلّ الكولومبي خوان بابلو مونتويا أولا بينما جاء الفنلندي كيمي رايكونن في المركز الثاني وحصل على المركز الثالث الإسباني فرناندو ألونسو.

## الترتيب النهائي
| الترتيب | السائق             | النقاط |
| ------- | ------------------ | ------ |
| 1       | فرناندو ألونسو     | 117    |
| 2       | كيمي رايكونن       | 94     |
| 3       | خوان بابلو مونتويا | 60     |
| 4       | مايكل شوماخر       | 60     |
| 5       | جانكارلو فيزيكيلا  | 45     |
| المصدر: |                    |        |